# Ковалевская, Вера Борисовна
Вера Борисовна Ковалевская (род. 1931) — российский археолог и кавказовед, исследователь аланской культуры Северного Кавказа. Доктор исторических наук, ведущий научный сотрудник отдела теории и методики Института археологии РАН.

## Биография
Родилась в Ленинграде в семье известных искусствоведов. Отец — Борис Владимирович Шевяков (1908—1937), сын протозоолога Владимира Шевякова. Мать — Татьяна Сергеевна Щербатова-Шевякова (1905—2000), происходила из княжеского рода Щербатовых.
Детство провела в Тбилиси, куда её мать переехала из Ленинграда в 1936 году, спасаясь от репрессий. В 1951 году при личном содействии академика С. И. Вавилова поступила на геологический факультет МГУ, откуда смогла перевестись на исторический факультет, который окончила в 1956 году. В том же году поступила на работу в Институт археологии АН СССР, где до 1961 года обучалась в аспирантуре.
В 1962 году защитила кандидатскую диссертацию «Стеклянные, каменные и металлические украшения IV—IX вв. Северного Кавказа и Крыма как исторический источник» под научным руководством А. П. Смирнова. В 1988 году защищена диссертация на соискание ученой степени доктора исторических наук «Центральное Предкавказье в древности и раннем средневековье: кавказский субстрат и передвижения ираноязычных племен».
С 1954 по 1992 годы вела полевые работы и руководила археологическими экспедициями на Таманском полуострове, в Крыму и на Северном Кавказе.
С 1985 года работает в отделе теории и методики Института археологии РАН Архивная копия от 9 июля 2021 на Wayback Machine, в настоящее время в должности ведущего научного сотрудника.

## Научное творчество
Уже в годы обучения в аспирантуре публикует ряд крупных научных работ, в том числе обобщающую статью по древностям северокавказских алан в томе «Очерков истории СССР. III—IX вв.» (М.: Изд-во Академии наук СССР, 1958). Основным научным интересом В. Б. Ковалевской становится аланская проблематика. Другое направление, которое активно разрабатывается — использование статистико-комбинаторных и естественнонаучных методов в археологических исследованиях. В. Б. Ковалевская стоит у истоков применения этих новых подходов в отечественной науке.
Начиная с середины 1950-х годов и до 1992 года вела активную полевую работу, участвуя в экспедициях Института археологии АН СССР на Тамани (рук. Б. А. Рыбаков) и Северном Кавказе (рук. Е. И. Крупнов), а с 1968 года вела самостоятельные раскопки и разведки в Кисловодской котловине и Северной Осетии. Осуществляет конные разведочные маршруты по горным кавказским долинам. Увлечение лошадьми ярко отразилось в научном творчестве, и в интересных фактах биографии, например, в участии в конной массовке в съемках фильма «Гусарская баллада» (Мосфильм, 1962 г.).
Основным направлением исследований В. Б. Ковалевской остается археология и, прежде всего, кавказоведение. Многолетними раскопками и разведками, разработкой типологии, анализом хронологии и ареалов украшений и массового материала заложила целую школу в изучении северокавказских древностей широкого временного диапазона, от позднего бронзового века до развитого средневековья. Этой теме посвящены многочисленные труды В. Б. Ковалевской, среди которых десять монографий и более 200 статей.
Является одним из пионеров «вещеведческого» направления в отечественной археологии. Ею впервые для Северного Кавказа по материалам аланского могильника Чми в Северной Осетии была предложена периодизация раннесредневековых украшений, позволившая надежно выделить материал V—VII вв. Позднее эта периодизация была распространена на весь регион. Созадются классификации и типологии различных категорий предметов (пряжки, поясные наборы, зеркала, акинаки), рассматриваемых на широком евразийском фоне.
Особое внимание в исследованиях В. Б. Ковалевской уделяется бусам. Начиная с 1959 года предлагает классификацию бус Северного Кавказа IV—V вв., затем эта работа продолжается на более широком материале Юго-Восточной Европы VI—IX вв. — Восточного и Центрального Предкавказья, Черноморского побережья Кавказа, Крыма и бассейна Северского Донца. Эти исследования становятся знаковыми в отечественной историографии, посвященной исследованию бус. Они, как и последующие монографии, имеют высокий рейтинг цитирования у специалистов. В работах учтен огромный материал и предложены новые методы статистической обработки. На базе этих данных В. Б. Ковалевская предложила пути решения таких важнейших исторических вопросов, как направления экономических и культурных связей древних народов Северного Кавказа, место региона в системе европейской торговли, возникновение и формирование местного стеклоделия.
С самого начала своего научного творчества уделяет большое внимание междисциплинарным исследованиям, применению разнообразного спектра научных методов при изучении археологических древностей: статистическим методам анализа массового археологического материала, химико-технологическому анализу стекла и металла, теоретическим подходам в изучении археологических культур, компьютерной обработке и геногеографическому картографированию.

## Семья
Первый брак с Дегой Витальевичем Деопиком (род. 1932), известным историком-востоковедом. Сын: Олег Дегович Ковалевский.
Второй брак с Николаем Николаевичем Эшлиманом (1929—1985), бывшим священнослужителем Русской православной церкви, художником, диссидентом. Дочь: Ирина Николаевна Эшлиман.

## Публикации
- Конь и всадник: пути и судьбы. — М., 1977.
- Поясные наборы Евразии IV—XI вв. Пряжки // САИ. — Вып. ЕI-2. — М., 1979.
- Степи Евразии в эпоху раннего средневековья / Археология СССР. — М., 1981 (в соавт.).
- Кавказ и аланы: Века и народы. — М., 1984.
- Археологическая культура — практика, теория, компьютер. — М., 1995.
- Хронология восточноевропейских древностей V—IX вв. — Вып. 1: Каменные бусы Крыма и Кавказа. — М., 1998.
- Компьютерная обработка массового археологического материала из раннесредневековых памятников Евразии. Хронология восточно-европейских древностей V—IX веков. — Вып. 2. Стеклянные бусы и поясные наборы. — М., 2000.
- Кавказ — скифы, сарматы, аланы. I тыс. до н. э. — I тыс. н. э. — М., 2005.
- Памятники эпохи раннего средневековья (IV—XIII вв.) // Археология Северной Осетии. — Ч. 2. — Владикавказ, 2007 (в соавт. с В. А. Кузнецовым).
- Конь и всадник. История одомашнивания лошадей в евразийских степях, на Кавказе и Ближнем Востоке. — Изд. 2-е. — М., 2010.